# Moïse Saucier
Moïse Saucier   (Montreal, octubre 1840 - Montreal, 24 d'agost de 1912) va ser un pianista, organista i professor de música quebequès.
Saucier va ser estudiant de piano de Paul Letondal i va continuar la seva formació de 1865/66 a París amb Camille Stamaty. Després de tornar al Canadà, va actuar com a solista de piano amb obres com les fantasies de Sigismund Thalberg, Rondos de Carl Maria von Weber, Scherzos de Frédéric Chopin, Sonates de Ludwig van Beethoven, peces de piano de Louis Moreau Gottschalk i transcripcions de piano de Stamaty. Va treballar com a organista a diverses esglésies de Mont-real, inclosa 25 anys a Sant Josep, i es va convertir en membre de l'"Académie de musique du Quebec" a principis dels anys 1870. Els seus estudiants van incloure Marie-Thérèse Brazeau, Euphémie Coderre i el seu fill Joseph Saucier.